# Vlora
 (août 2025).
Pour les articles homonymes, voir Vlora (homonymie).
Vlora ou Vlorë — anciennement Valone en français — est une municipalité portuaire et une station balnéaire d'Albanie. Sa population s'élevait à 188 922 habitants en 2020.

## Géographie
Elle est située dans la baie de Valona, sur la mer Adriatique, à 100 km (135 km par la route) au sud de Tirana. 
Les forêts de Zvërnec s'étendent sur le territoire de la commune et forment une zone protégée ; la colline de Vuno et la grotte des Pirates y sont aussi des zones protégées.

## Histoire

### Antiquité
Vlorë est l'une des villes les plus anciennes de l'Albanie. Elle a été fondée au VIe siècle av. J.-C.  appelée Aulon, une de trois colonies de la côte d'Illyrie, mentionnée pour la première fois par Ptolémée. D'autres documents géographiques, comme la table de Peutinger et le Synekdèmos d'Hiéroclès, la mentionnent également. 
La ville était un port important de l'Empire romain, quand elle faisait partie de la Nouvelle Épire. Elle est devenue un siège épiscopal en 553 selon l’Illyricum Sacrum de Farlati. À ce moment-là, le diocèse appartenait au Patriarcat de Rome. En 733, il a été annexé, avec toute l'Illyrie orientale au Patriarcat œcuménique de Constantinople, mais on ne le mentionne dans aucune notitia episcopatuum de cette Église. L'évêché avait été probablement supprimé, car bien que les Bulgares aient été en possession de ce pays pendant un certain temps, Aulon n'est pas mentionné dans la notitia episcopatuum du patriarcat d'Achrida (it).

### Époque byzantine puis ottomane
Vlorë joua un rôle central dans les conflits entre le royaume normand de la Sicile et l'Empire byzantin pendant les XIe et XIIe siècles. Pendant la domination latine, un évêché catholique y fut établi, et Eubel mentionne (aevi de medii de catholica de Hierarchia, I, 124) certains de ses évêques. Plusieurs des évêques latins mentionnés par Le Quien, et qu'Eubel (de) (CIT op, I, 541) mentionne sous le siège de Valanea en Syrie, appartiennent soit à Aulon en Illyrie (maintenant Amphissa) ou à Aulon en Albanie (Vlorë).
La Serbie conquit Vlorë en 1345. Elle passa ensuite sous la domination ottomane en 1464. Après avoir été une possession vénitienne en 1690, elle fut reprise par les Turcs en 1691, devenant un caza du sandjak de Berat, dans le vilayet de Ioannina. La ville, qui avait un port sur l'Adriatique, avait environ 10 000 habitants. Elle comptait une paroisse catholique rattachée à l'archidiocèse de Durazzo.

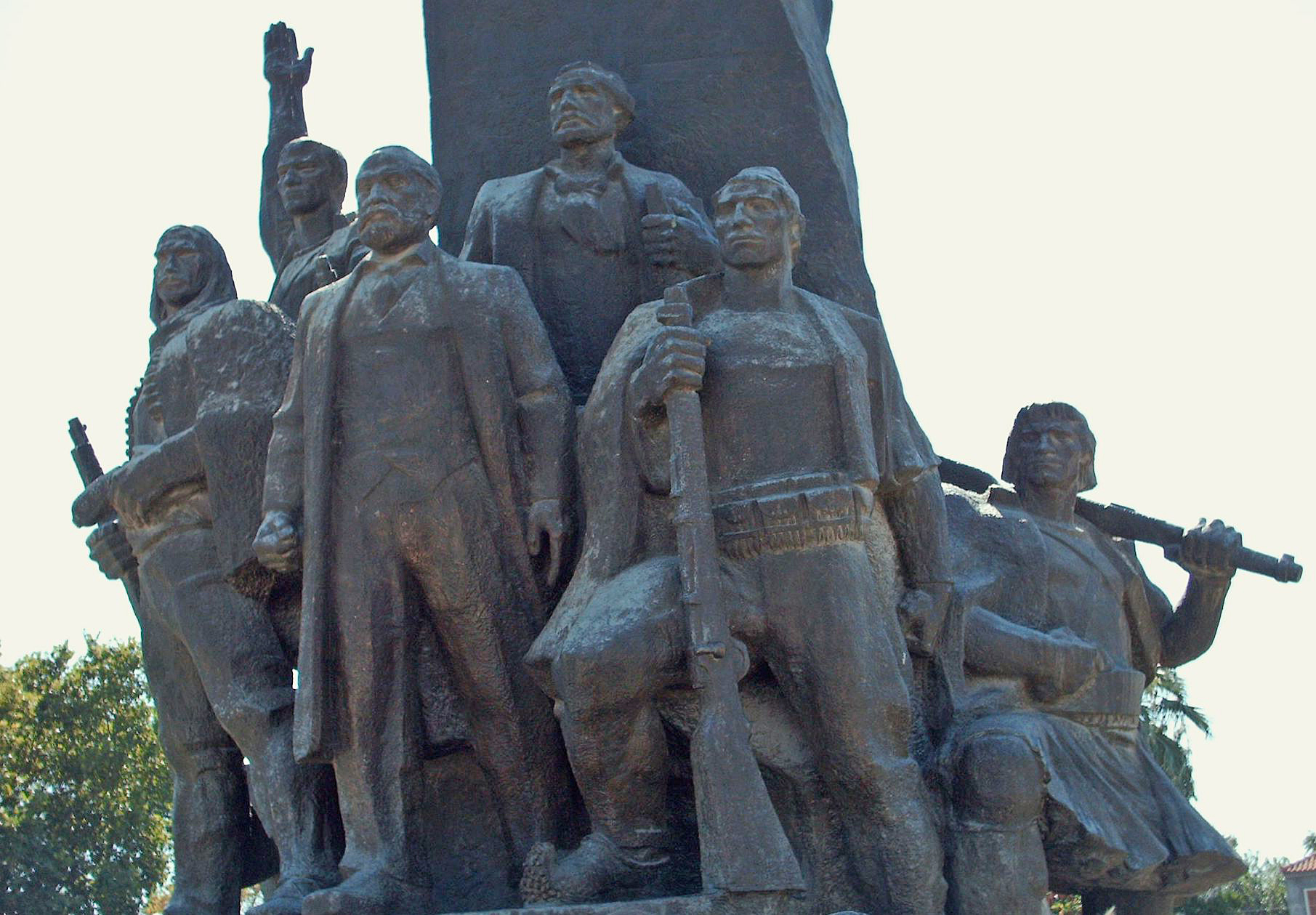
Monument de l'Indépendance

### Albanie contemporaine
En 1851, la ville fut gravement endommagée par un violent séisme. C'est à Vlora qu'Ismail Qemali proclama l'indépendance de l'Albanie le 28 novembre 1912, pendant la première guerre balkanique. La ville fut la première capitale de l'Albanie, mais fut envahie par l'Italie en 1914 et occupée jusqu'en 1920. L'Italie envahit de nouveau Vlorë en 1939, tandis que l'Allemagne nazie occupa la ville jusqu'en 1944. Pendant la Seconde Guerre mondiale, l'île de Sazan dans la baie de Vlorë devint le site d'une base sous-marine allemande et italienne, qui fut bombardée par les Alliés. 

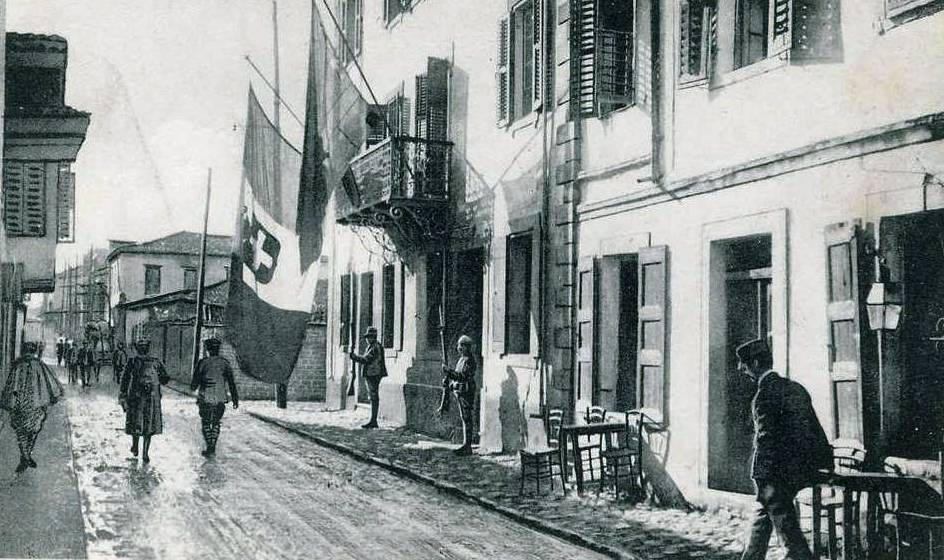
Vlora sous l'occupation italienne (1916-1920)

Après la guerre, le port fut loué à l'URSS comme base de sous-marins pour la marine soviétique. Il joua un rôle important dans le conflit opposant Enver Hoxha et Nikita Khrouchtchev en 1960-1961, car l'URSS, qui y avait fait des investissements considérables, voulait le conserver malgré la dénonciation par l'Albanie de l'URSS comme « révisionniste » et de son alliance avec la Chine. L'Union soviétique menaça d'occuper militairement Vlora en avril 1961 et de couper toute aide économique, militaire et technique soviétique à l'Albanie. La menace ne fut pas mise à exécution, en raison du développement simultané de la crise des missiles de Cuba. Enver Hoxha se rendit compte à quel point l'Albanie était vulnérable et, après l'invasion de la Tchécoslovaquie en 1968, il fit construire dans tout le pays des dizaines de milliers de blockhaus en béton, encore présents dans le paysage albanais.
Sous Hoxha, Vlora était un centre de recrutement important pour le Sigurimi, la police secrète[réf. nécessaire]. 
En 1997, Vlora, ainsi que d'autres villes de l'Albanie du sud, a été le siège d'émeutes populaires après l'effondrement de plusieurs pyramides frauduleuses d'investissement, ce qui a mené à la chute de l'administration de Sali Berisha, et a presque précipité le pays dans une guerre civile[réf. nécessaire]. 

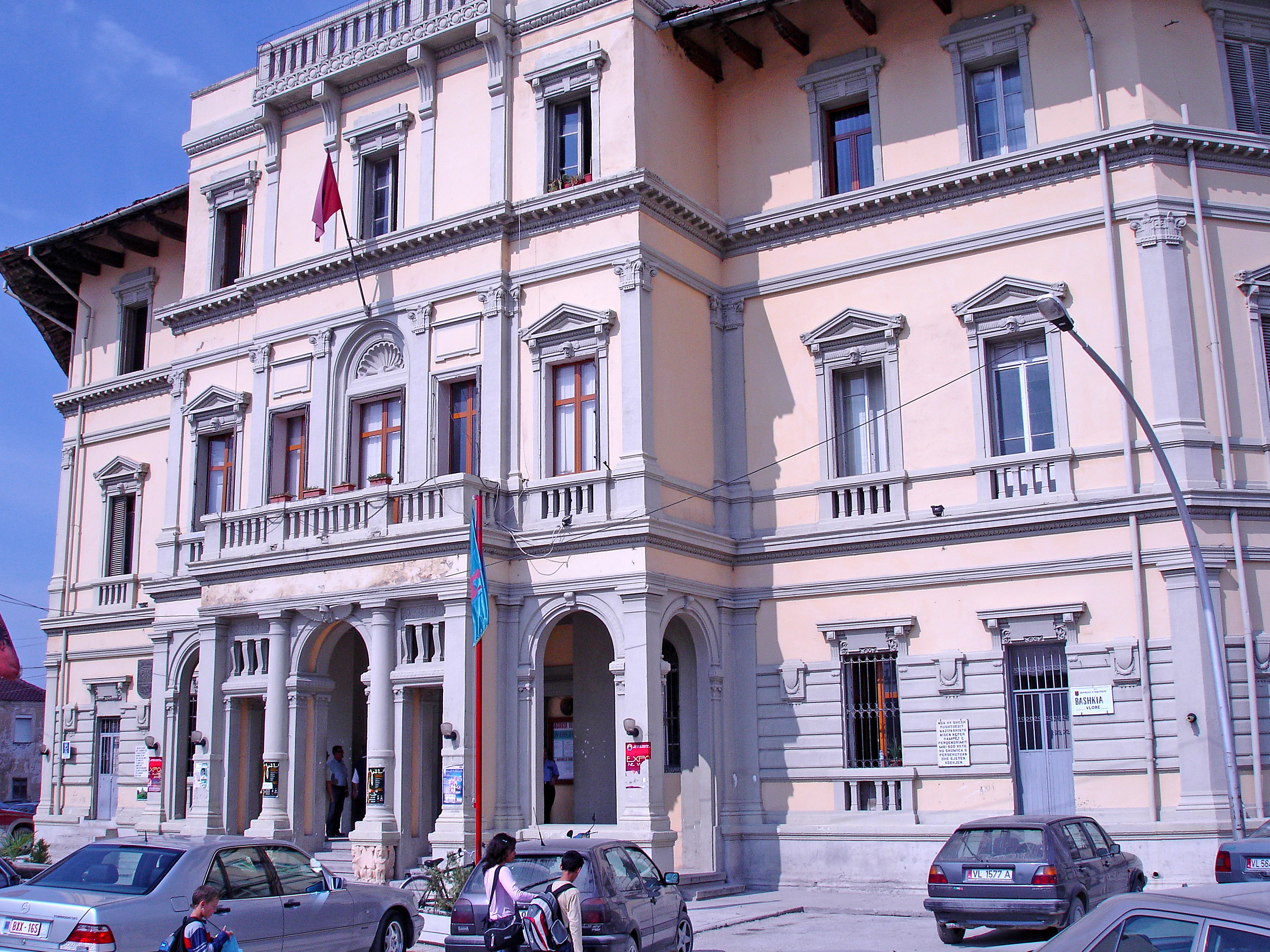
Hôtel de ville de Vlora.

Au XXIe siècle, avec sa situation sur la baie de Kakomé, Vlora est une station balnéaire en expansion, ainsi que le deuxième port du pays.

## Économie
La ville compte depuis 2008 une cimenterie du groupe italien Italcementi.
Depuis les années 2010, la ville est devenue une station balnéaire très fréquentée l’été, point de départ de la Riviera albanaise. Le front de mer a été réhabilité à la suite d'un concours et de nouveaux quartiers ont vu le jour.
Dans les années 2010, un projet d'aéroport international dans la baie de Vlora suscite des critiques des protecteurs de la nature. Bien que retardé, le projet semble devoir être réalisé dans les années 2020.

## Personnalités
- Dhimitër Anagnosti (1936-), réalisateur de cinéma
- Idlir Azizaj (1970-), écrivain et traducteur, est né à Vlora.
- Darian Pavli (1975-), juge à la Cour européenne des Droits de l'Homme est né à Vlora